# Maria Badaloni
Maria Badaloni (Roma, 16 dicembre 1903 – 26 maggio 1994) è stata una politica italiana.

## Biografia
Dopo aver conseguito il diploma di conservatorio, intraprese la professione di maestra di musica.
Nel luglio 1944 papa Pacelli la convocò, insieme con Carlo Carretto e "diede loro del denaro liquido; li fornì di una Topolino («è parcheggiata giù in cortile»); e dette loro l'incarico di «battere» tutto il Mezzogiorno per costituire in ogni città o paese una associazione di maestri cattolici": un’associazione che poi diventò rapidamente, nei mesi successivi, presente e forte in tutta l’Italia e che «allora fu una delle basi fondanti (insieme a quella
parallela dei coltivatori diretti e di altre formazioni sociali) della neonata Democrazia Cristiana (...) un’associazione capace di presidiare la principale e decisiva figura formativa che i figli degli italiani avrebbero avuto davanti nella loro vita (perché allora il 90% degli italiani andava solo alle elementari e molti di loro avrebbero visto solo la figura del maestro nella loro breve vita di formazione)».
Fu poi Deputata della Repubblica  ininterrottamente dal 1953 al 1972.
Ricoprì la carica di Sottosegretario di Stato  del Ministero dell'istruzione, dell'università e della ricerca dal 1959 al 1968.